# Projekt 22010
Projekt 22010 je lodní třída oceánogafických výzkumných lodí ruského námořnictva. K roku 2025 třídu tvořily tři plavidla. Prototyp byl do služby přijat roku 2015. Mezi oficiální hlavní úkoly plavidel patří hydrografický výzkum a podmořské záchranné operace (například u potopených ponorek). Druhá jednotka Almaz má zároveň sloužit ruské kosmické agentuře Roskosmos pro monitorování vesmírných letů. Zároveň je tato třída považována za špionážní lodě, čemuž napovídá i to, že jejich provozovatelem je ruskou zpravodajskou službou GRU řízená Hlavní správa hlubokomořského výzkumu (GUGI).

## Stavba
Plavidla této třídy navrhla Centrální konstrukční kancelář Almaz (CKB Almaz) v Petrohradu. Jejich stavbou byla pověřena ruská loděnice JSC Jantar v Kaliningradu, která je součástí společnosti JSC United Shipbuilding Corporation. Stavba prvních dvou jednotek projektu 22010 byla objednána roku 2009. První jednotka Jantar byla do služby přijata roku 2015. Druhá jednotka Almaz mělo být dokončeno roku 2019. Jeho stavba začala roku 2016 a na vodu bylo spuštěno roku 2019. Roku 2020 však byla jeho stavba pozastavena.
Třetí jednotku vylepšené verze projekt 22011 staví loděnice ve Vyborgu, rovněž součást JSC United Shipbuilding Corporation. Tuto verzi rovněž navrhla Centrální konstrukční kancelář Almaz (CKB Almaz). Kýl plavidla byl založen 6. února 2021 a na vodu bylo spuštěno 1. července 2025.
Jednotky projektu 22010:
| Jméno                  | Verze         | Loděnice | Založení kýlu    | Spuštěna         | Vstup do služby | Status    |
| ---------------------- | ------------- | -------- | ---------------- | ---------------- | --------------- | --------- |
| Jantar                 | projekt 22010 | Jantar   | 8. července 2010 | 5. prosince 2012 | 23. května 2015 | aktivní   |
| Almaz                  | projekt 22010 | Jantar   | 10. června 2016  | 28. října 2019   |                 | ve stavbě |
| Vice-Admiral Buriličev | projekt 22011 | Vyborg   | 6. února 2021    | 1. července 2025 |                 | ve stavbě |

## Konstrukce

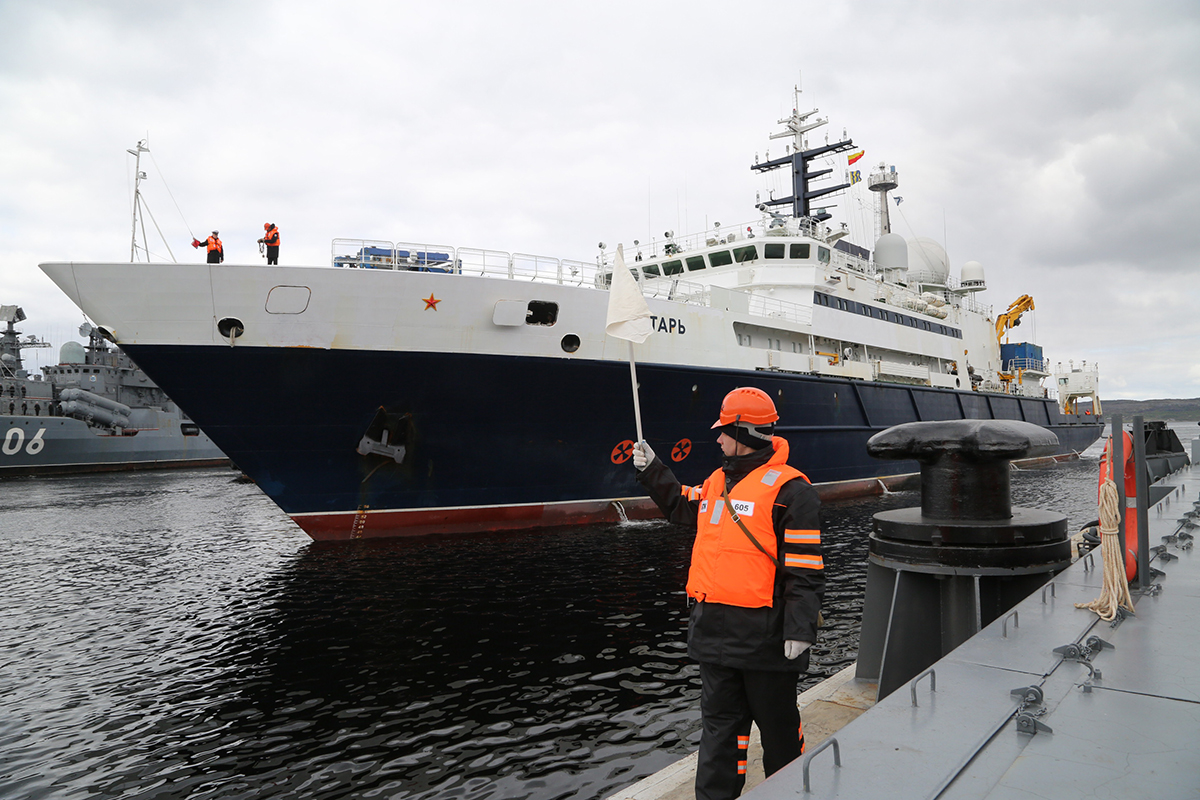
Jantar

### Jantar
Plavidlo má na přídi přistávací plochu pro vrtulník a na zádi prostor pro manipulaci s výzkumným vybavením, včetně až dvou miniponorek (může nést miniponorky s lidskou posádkou Mir-1 a Mir-2, AS-37 projektu 16810 Rus a AS-39 vylepšeného projektu 16811 Rus). Pohonný systém tvoří čtyři dieselové generátory, každý o výkonu 1600 kW, dva dieselové generátory s výkonem po 1080 kW a dva elektromotory s výkonem po 3400 hp. Elektřina pohání dva pody na zádi a dvě dokormidlovací zařízení v přídi. Nejvyšší rychlost dosahuje 15 uzlů. Dosah je 8000 námořních mil.

### Almaz
Konstrukce druhé jednotky byla upravena na základě zkušeností s provozem prototypu. Plavidlo má o 11 metrů delší trup a není vybaveno přistávací plochou pro vrtulník.

## Služba
V roce 2017 se Jantar podílel na vyzvedávání vraků dvou palubních bojových letounů Su-33 a jednoho MiG-29KR z letadlové lodě Admiral Kuzněcov, které havarovaly u pobřeží Sýrie.
V lednu 2018 byla výzkumná loď Jantar vyslána do jižního Atlantiku, aby se zapojila do pátrání po zmizelé argentinské ponorce ARA San Juan. V minulosti plavidlo jako běžná výzkumná loď sdílelo svou polohu, přičemž se uzkázalo, že se velmi často pohybuje v oblasti vedení podmořských kabelů. Od roku 2020 již plavidlo sdílení polohy příležitostně vypíná.
V listopadu a prosinci 2024 se plavidlo Jantar pohybovalo v britských a irských vodách, přičemž dle britského ministra obrany Johna Healeyho se zdržovalo v oblastech s kritickou podmořskou infrastrukturu Spojeného království a mapovalo ji. Jantar přitom monitorovaly letadla a plavidla britského námořnictva, včetně jaderné ponorky třídy Astute, která se jednou v blízkosti ruské lodi vynořila, aby jí dala najevo svou přítomnost. Když se Jantar 20. ledna 2025 vrátil do britských vod, neustále jej v těsném odstupu doprovázela britská fregata typu 23 HMS Somerset a hlídková loď třídy River HMS Tyne.
V lednu 2025 plavidlo Jantar připlulo do oblasti Středozemního moře, kde se 24. prosince 2024 po výbuchu ve strojovně potopila ruská nákladní loď MV Ursa Major. Plavidlo provozované státní společností Oboronlogistika bylo na cestě do Vladivostoku. Přepravovalo dva mobilní jeřáby Liebherr 420 a dva 45tunové poklopy na reaktory rozestavěného ledoborce projektu 10510. V předchozích letech bylo i součástí tzv. syrského expresu, zásobování ruské námořní základny v Tartúsu.